# Јован Посник
Свети Јован IV, патријарх цариградски (грч. Ιωάννης Δ΄), познат још и као Јован Неустет (грч. Νηστευτής) или Јован Постник је хришћански светитељ и патријарх.
У младости је био златар, а касније је рукоположен за свештеника. За патријарха Константинопоља изабран је 11. априла 582. године. Познат је као први цариградски патријарх који је узео титулу „васељенски“ ("екуменски"). Био је велики испосник, молитвеник и чудотворац. Познати су његови списи о покајању и о исповедању.
Умро је 2. септембра 595. године.
Православна црква га прославља 2. септембра по јулијанском календару.
Напомена: Овај чланак, или један његов део, изворно је преузет из Охридског пролога Николаја Велимировића.